# Eudule una
Eudule una är en fjärilsart som beskrevs av William Schaus 1892. Eudule una ingår i släktet Eudule och familjen mätare. Inga underarter finns listade i Catalogue of Life.